# Nina Revoyr
Nina Revoyr (Japón, 12 de junio de 1969) es una escritora estadounidense, defensora de los menores y conocida por su novela Southland premiada en 2003. En 2008 se convirtió en vicepresidenta ejecutiva y directora de operaciones de Children's Institute, Inc., que brinda servicios clínicos, de desarrollo juvenil, apoyo familiar y de primera infancia a niños, niñas y familias afectadas por el trauma, la violencia y la pobreza en el centro y sur de Los Ángeles.

## Trayectoria
Nació en Japón de madre japonesa y padre polaco-estadounidense, y creció entre Tokio, Wisconsin y Los Ángeles. Después estudiar en la Universidad de Yale, enseñó inglés en Japón durante dos años antes de regresar a Estados Unidos, donde realizó una maestría en escritura creativa en la Universidad Cornell. Publicó su primera novela, The Necessary Hunger, en 1997.
Principalmente arraigada en Los Ángeles, su obra trata tanto del lugar como de las personas, las comunidades y los habitantes más invisibilizados tanto en la ficción como en los márgenes de la ciudad. Las novelas reflejan una ciudad compleja, multiétnica y en constante evolución, con la mirada puesta en las conexiones y tensiones que se desarrollan en esa proximidad.
La raza, la clase, el contexto histórico, la orientación sexual y la política desempeñan un papel intrínseco en la ficción de Revoyr: "No porque intente ser políticamente correcta, sino porque así es el mundo tal y como yo lo conozco". En una entrevista concedida a la Asian Pacific American Librarians Association (APA) en 2014, Revoyr explicaba: "En virtud de quiénes son los personajes y de las situaciones en las que los pongo, espero obligar a quienes leen a reflexionar sobre cuestiones de raza, comunidad, amor, familia, las cosas que tenemos en común y las que nos hacen diferentes. Espero complicar y profundizar lo que creemos saber sobre las personas". En su reseña de Wingshooters, de 2011, Booklist destacó la "exploración única y conmovedora del racismo estadounidense" de Revoyr.
Aunque gran parte de su inspiración procede de entornos urbanos (Watts, Little Tokyo, Hollywood, Crenshaw District, Glassell Park), la obra de Revoyr también explora la inmensidad e imprevisibilidad del mundo natural, su poder y su posibilidad de restauración. En Wingshooters de 2011,  sitúa la novela en la Wisconsin rural de los años 60, al tiempo que analiza la raza, la clase social y la familia en el contexto de las actitudes pueblerinas. Y aunque los protagonistas de Lost Canyon se sitúan en barrios dispares del área metropolitana de Los Ángeles, la Sierra se convierte en el desafiante telón de fondo en el que se mueven.
Varios de los libros de Revoyr (incluidos Southland, Wingshooters y The Age of Dreaming ) se enseñan y/o se usan con frecuencia como parte de programas de lectura comunitaria. Southland, en particular, se enseña en muchas universidades en cursos sobre historia o literatura de Los Ángeles o California.
Como lesbiana declarada, también ha explorado en su obra la identidad y la orientación sexuales. Asimismo, Revoyr utiliza ese prisma para examinar las múltiples formas en que las personas crean comunidad y familia, a veces de forma inesperada, más allá de las fronteras raciales o culturales. Y, a la inversa, los libros también analizan las formas en que comunidades muy unidas pueden excluir a otras.
Sea cual sea el tema o el enfoque, "me esfuerzo por lograr [una] especie de urgencia narrativa en todas mis novelas. Quieres crear esa sensación de '¿Qué va a pasar después?", dijo en una entrevista de 2008 con la novelista Denise Hamilton. "A veces los lectores están más dispuestos a aceptar temas sociales y raciales serios si la historia es convincente".

## Justicia social y defensa de la infancia
Al mismo tiempo, Revoyr es vicepresidenta ejecutiva y directora de operaciones de Children's Institute, Inc. (CII), una organización sin ánimo de lucro que presta servicios clínicos, de desarrollo juvenil, de apoyo familiar y de atención a la primera infancia a niños y familias afectados por la violencia y la pobreza en el centro y el sur de Los Ángeles. A través de CII, Revoyr participa en un proyecto para desarrollar un nuevo centro de servicios para niños y familias en Watts, diseñado por el arquitecto Frank Gehry.

## Reconocimientos
Su novela Southland, publicada en 2003, ganó el Premio Ferro-Grumley y el 16º Premio Literario Lambda en 2004, y fue finalista del premio Edgar. Fue elegida por Book Sense y como uno de los mejores libros de 2003 por Los Angeles Times. También fue nombrada por LAist como una de las "20 novelas que se atrevieron a definir un Los Ángeles diferente". Su tercera novela, The Age of Dreaming, se publicó en 2008 y fue finalista del premio Los Angeles Times Book Prize, y su cuarta novela, Wingshooters, fue nombrada uno de los "Diez títulos que hay que leer ahora" por la revista O de Oprah Winfrey. Ganó el Indie Booksellers' Choice Award y el Midwest Booksellers Choice Award, fue galardonada con el premio Outstanding Achievement de la Wisconsin Library Association y nominada en la categoría de ficción lésbica en la 24 edición de los Premios Literarios Lambda.

## Obra
- 1997 – The Necessary Hunger. ISBN 0312181426
- 2003 –Southland. ISBN 1888451416
- 2008 –The Age of Dreaming. ISBN 1933354461
- 2011 –Wingshooters. ISBN 1936070715
- 2015 –Lost Canyon. ISBN 978-1617753534
- 2019 –A Student of History. ISBN 978-1617756641